# Bucking Broadway
 Bucking Broadway és una pel·lícula estatunidenca dirigida per John Ford, estrenada el 1917.

## Argument
Cheyenne Harry estima la filla del seu amo, però aquesta està enamorada del capità Thornton...

## Repartiment
- Harry Carey: Cheyenne Harry
- Molly Malone: Helen
- L M. Wells: el seu pare
- Vester Pegg: Thornton
- William Steele: Foreman

## Al voltant de la pel·lícula
Es va pensar molt de temps que aquesta pel·lícula s'havia perdut però va ser trobada (2004) i restaurada.